# Michelle Nicod
Michelle Nicod (Quemigny-sur-Seine, 1519 cca – Ginevra, 3 gennaio 1618) è stata una tipografa e libraia svizzera, maestra stampatrice a Ginevra dal 1585 al 1618.

## Biografia
Dal suo primo matrimonio con Jean Durant, Michelle Nicod ebbe tre figli: David è nato nel 1565, Debora nel 1567 e Jean nel 1572. Alla morte del marito, libraio e tipografo, assunse la direzione dell'azienda.  Nel 1592 sposò in seconde nozze il notaio Olivier Dagonneau.

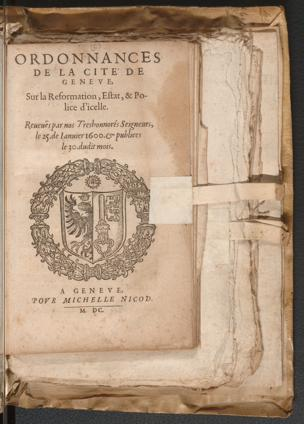
Ordinanze della città di Ginevra

Tra il 1598 e il 1603, Michelle Nicod ebbe qualche disaccordo con sua figlia Debora e problemi di salute presso l'Ospedale Generale, nel 1610. In effetti, quest'ultimo conservò la sua proprietà come pegno a lungo termine, a causa di una parte delle spese di ospedalizzazione che non vennero rimborsate dalla famiglia.
Michelle Nicod morì il 3 gennaio 1618, a 99 anni, nel suo laboratorio di legatoria vicino al Tempio della Maddalena, dove rimase attiva fino all'ultimo giorno.

## Carriera
Michelle Nicod dedicò tutta la sua vita alla libreria e stampa e mantenne i suoi affari fino alla morte. Cominciò con il suo primo marito, Jean Durant, che le insegnò tutti i trucchi del mestiere di tipografo; lei lo sostituì durante i viaggi del marito all'estero. Dopo la morte di Jean Durant, Michelle riprese le attività della società e pubblicò con il nome di "Veuve Durant".
La sua vita professionale fu segnata da numerosi problemi legali. Il nome di Michelle Nicod apparve più volte nei registri della compagnia dei pastori di Ginevra, specialmente nel 1592, quando alcuni acquirenti si lamentarono del fatto che i suoi libri erano troppo costosi. Nel 1600, fu processata per aver stampato gli Ordonnances (Ordini) di Gabriel Cartier su carta di cattiva qualità.
Michelle Nicod pubblicò alla fine con il suo nome, tra cui le Ordonnances de la Cité de Genève che quasi le valse il titolo di "imprimeur officiel de la République" (stampatore ufficiale della Repubblica). Pubblicò opere molto diversi per tipologia: opere letterarie, libri di testo, libri di medicina e anche molte opere religiose.